# ウップランド地方
ウップランド地方（ウップランドちほう、Uppland [ˈɵ̌pːland] ( 音声ファイル)）はスウェーデン中部スヴェアランドの地方の1つ。

## ウップランドの国歌
ウップランドでは国歌としてスウェーデン語:Upplandssången日本語高地の歌が採用されている